# Am Waldfriedhof 20 (Korschenbroich)

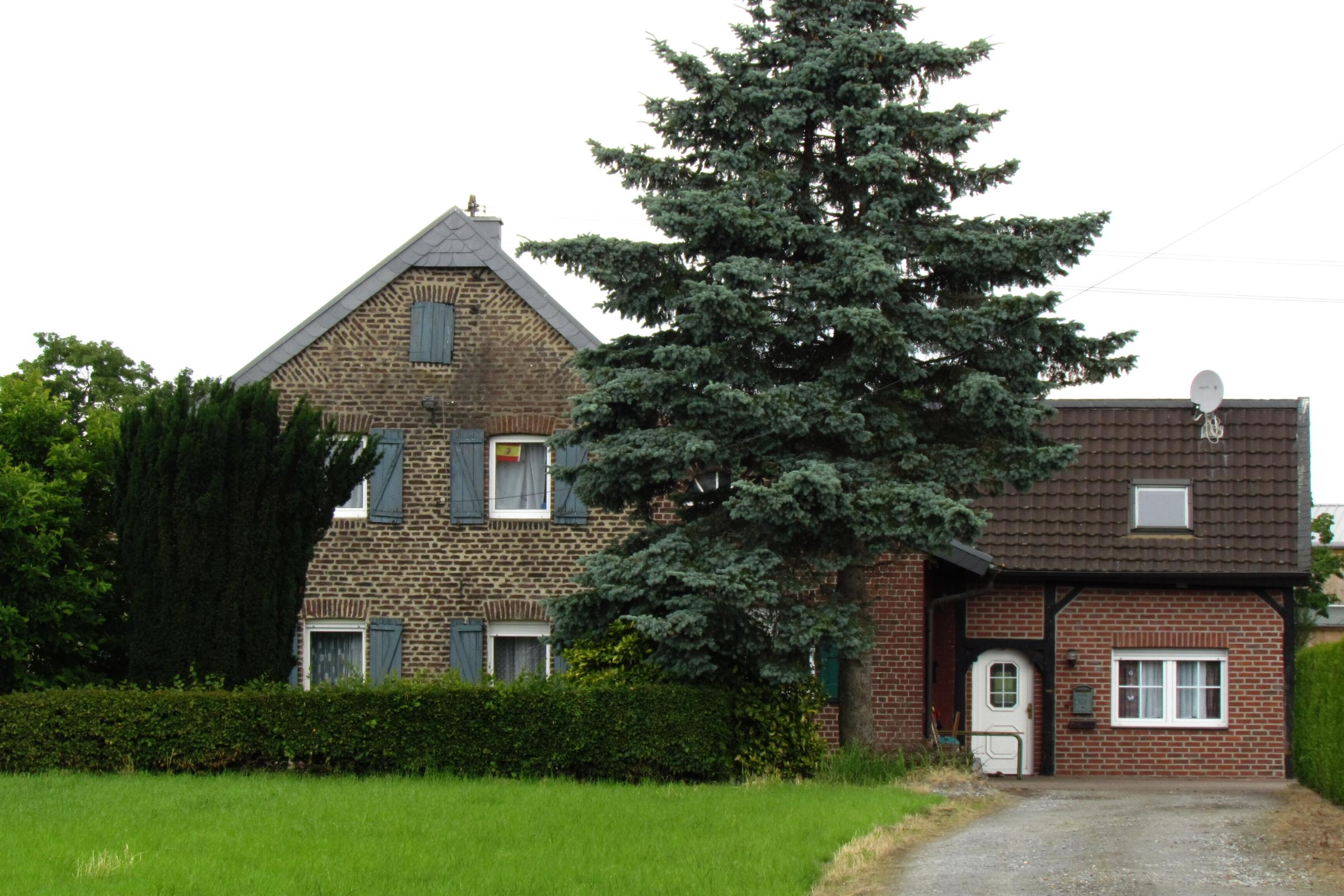
Fachwerk-Hofanlage

Die Fachwerkhofanlage Am Waldfriedhof 20 steht in Korschenbroich im Rhein-Kreis Neuss in Nordrhein-Westfalen. Das Gebäude wurde im 17. Jahrhundert erbaut und unter Nr. 159 am 5. April 1990 in die Liste der Baudenkmäler in Korschenbroich aufgenommen.

## Architektur
Es handelt sich hier um eine stark veränderte Fachwerk-Hofanlage mit backsteinverkleidetem Wohnhaus aus dem 17. Jahrhundert. Die rückwärtige Giebelseite ist fachwerksichtig und mit originaler Fenstereinteilung; die anderen Fenster sind vergrößert und mit Ganzglasscheiben versehen. Im Winkel zwischen dem Wohnhaus und der Fachwerkscheune befindet sich ein eingeschossiger Backsteinvorbau.
Trotz der teilweise starken Veränderung erfüllt die Hofanlage die Voraussetzungen des § 2 Abs. 1 DSchG NRW zum Eintrag in die Denkmalliste. Sie ist bedeutend für die Geschichte des Menschen als kulturgeschichtliches Zeugnis der Arbeits- und Wohnverhältnisse im 17. Jahrhundert und für Städte und Siedlungen im ortsgeschichtlichen Sinne. Für ihre Erhaltung und Nutzung liegen wissenschaftliche, im vorliegenden Fall architekturgeschichtliche Gründe vor.